# Peripècia
Una peripècia és tot esdeveniment patit durant el temps en el qual té lloc el desenvolupament d'una història. Generalment té un sentit positiu, perquè es refereix a experiències difícils però al mateix temps resoltes de manera favorable per al protagonista. L'origen del terme és en la Poètica d'Aristòtil, on s'identificava amb qualsevol gir de la trama en què la situació d'un personatge canviava. Com més dràstic era el canvi, més efecte tenia la peripècia en l'espectador.